# Breutelia arcuata
Breutelia arcuata là một loài rêu trong họ Bartramiaceae. Loài này được Sw. Schimp. mô tả khoa học đầu tiên năm 1856.